# Талменева, Карина Андреевна
Карина Андреевна Талменева (26 мая 1996, Каменск-Уральский, Свердловская область) — российская биатлонистка, призёр чемпионата России. Мастер спорта России.
Выступает с сезона 24-25 за республику Башкортостан.

## Биография
Начала заниматься биатлоном в 10-летнем возрасте в Каменске-Уральском, первые тренеры — Кузьмин Александр Дмитриевич, Чемезов Василий. На внутренних соревнованиях представляла в разные годы Свердловскую область, Тюменскую область, г. Санкт-Петербург. Тренеры на взрослом уровне — С. И. Идинов, Н. П. Савинов.
Становилась призёром VI зимней Спартакиады учащихся России (2013) — бронзовым в эстафете и индивидуальной гонке. Серебряный призёр первенства России по летнему биатлону 2013 года в эстафете. Также завоевала ряд других российских наград на юниорском уровне.
Дважды принимала участие в юниорских чемпионатах мира в категории «до 19 лет». В 2014 году в Преск-Айле заняла 31-е место в спринте и 28-е — в гонке преследования. В 2015 году в Раубичах стала четвёртой в индивидуальной гонке, 21-й — в спринте и 24-й — в персьюте.
На взрослом уровне в 2019 году стала серебряным призёром чемпионата России в патрульной гонке в составе сборной Северо-Западного ФО. Становилась призёром этапа Кубка России в эстафете.